# Горан Милановић
Горан Милановић (Коларе, 28. јануар 1961) потпредседник је Фудбалског савеза Србије и председник ФК Јагодина.

## Биографија
Основну школу завршио је у родном месту, а гимназију у Јагодини. Дипломирани је еконимиста и магистар економских наука.
Фудбалом се бави од своје 12. године, прво као играч у младим селекцијама, а потом као играч у локалним клубовима у околини Јагодине. Због повреде рано је престао са фудбалом па је још 1987. почео да се бави суђењем. Био је савезни судија и судио је Прву лигу Србије све до 1999. године. Потом је постао контролор суђења и руководилац судијске организације Поморавског округа и судијском организацијом региона Источне Србије. Упоредо је био и председник Фудбалског савеза Поморавског округа који у свом саставу има 132 клуба. 2008. је постао члан Извршног одбора Фудбалског савеза Србије. У току првог мандата обављао је и улогу председника привременог органа управљања у Фудбалском савезу Београда све до спровођења избора у том савезу. Средином 2012. године, на редовним изборима, изабран је за председника Фудбалског савеза Региона Источне Србије, а нешто касније те године и за потпредседника Фудбалског савеза Србије. Познат је по свом вишегодишњем залагању за децентрализацију српског фудбала и перманентном раду у области изградње инфраструктуре. У време изградње Спортског центра ФСС у Старој Пазови био је председник Скупштине предузећа које се бавило изградњом тог најзначајнијег фудбалског објекта.

### Председник ФК Јагодина
У јануару 2006. године преузео је ФК Јагодина као председник клуба у тренутку када се клуб налазио у 4. лиги и за само три године успео да га уведе у Суперлигу и постигне највећи успех клуба од његовог формирања 1962. године. После четири године играња у Супер лиги, у лето 2012. године, клуб је освојио 4. место у првенству и изборио пласман у квалификације за Лигу Европе. Под његовим руководством изграђен је комплекс на Градском стадиону са четири терена, теретаном, фитнес и велнес центром, кафеом и свим осталим садржајима који су потребни за рад у високо професионалним условима. Клуб је у сезони 2012/13. освојио Куп Србије победивши Војводину резултатом 1:0 у финалу.

### Породица
Ожењен је Светланом која је такође економиста. Имају два сина Владицу, који је магистар економије и Немању који је економиста. Оба сина су му везана за фудбал. Владица се бави послом менаџера, а Немања је кренуо тренерским путем. Цела породица је укључена у породични бизнис који у свом саставу има две фирме које су у власништву синова. Једна се бави угоститељством и пословима из области услуга а друга маркентингом. У оквиру породице функционишу и два пољопривредна газдинства као и фарма за производњу млека.